# Lijst van rijksmonumenten in Den Haag/Nassaulaan
Een overzicht van de 21 rijksmonumenten in de stad Den Haag gelegen aan de Nassaulaan.
| Object                                                      | Oorspronkelijke functie? | Bouwjaar              | Architect      | Locatie                                   | Coördinaten?                 | Nr.?  | Afbeelding                                                  |
| ----------------------------------------------------------- | ------------------------ | --------------------- | -------------- | ----------------------------------------- | ---------------------------- | ----- | ----------------------------------------------------------- |
| Nassaubrug                                                  | Brug                     | tweede kwart 19e eeuw |                | Boogbrug tussen Mauritskade en Nassaulaan | 52° 5' 8" NB, 4° 18' 32" OL  | 17757 | Meer afbeeldingen                                           |
| Voornaam woonhuis in bakstenen neogotiek naar Engelse trant | Woonhuis                 | midden 19e eeuw       |                | Nassaulaan 3                              | 52° 5' 10" NB, 4° 18' 31" OL | 17779 | Voornaam woonhuis in bakstenen neogotiek naar Engelse trant |
| Voornaam woonhuis in bakstenen neogotiek naar Engelse trant | Woonhuis                 | midden 19e eeuw       |                | Nassaulaan 4                              | 52° 5' 10" NB, 4° 18' 31" OL | 17780 | Voornaam woonhuis in bakstenen neogotiek naar Engelse trant |
| Voornaam woonhuis in bakstenen neogotiek naar Engelse trant | Woonhuis                 | midden 19e eeuw       |                | Nassaulaan 5                              | 52° 5' 10" NB, 4° 18' 31" OL | 17781 | Voornaam woonhuis in bakstenen neogotiek naar Engelse trant |
| Voornaam woonhuis in bakstenen neogotiek naar Engelse trant | Woonhuis                 | midden 19e eeuw       |                | Nassaulaan 6                              | 52° 5' 11" NB, 4° 18' 31" OL | 17782 | Meer afbeeldingen                                           |
| Voornaam woonhuis in bakstenen neogotiek naar Engelse trant | Woonhuis                 | midden 19e eeuw       |                | Nassaulaan 7                              | 52° 5' 11" NB, 4° 18' 30" OL | 17783 | Meer afbeeldingen                                           |
| Voornaam woonhuis in bakstenen neogotiek naar Engelse trant | Woonhuis                 | midden 19e eeuw       |                | Nassaulaan 8                              | 52° 5' 11" NB, 4° 18' 30" OL | 17784 | Meer afbeeldingen                                           |
| Voornaam woonhuis in bakstenen neogotiek naar Engelse trant | Woonhuis                 | midden 19e eeuw       |                | Nassaulaan 9                              | 52° 5' 11" NB, 4° 18' 30" OL | 17785 | Meer afbeeldingen                                           |
| Voornaam woonhuis in bakstenen neogotiek naar Engelse trant | Woonhuis                 | midden 19e eeuw       |                | Nassaulaan 10                             | 52° 5' 12" NB, 4° 18' 30" OL | 17786 | Meer afbeeldingen                                           |
| Voornaam woonhuis in bakstenen neogotiek naar Engelse trant | Dienstwoning             | midden 19e eeuw       |                | Nassaulaan 11                             | 52° 5' 12" NB, 4° 18' 29" OL | 17787 | Meer afbeeldingen                                           |
| Willemskerk / Willemshof                                    | Kerk en kerkonderdeel    | 1895                  | G. Brouwer Sr. | Nassaulaan 12                             | 52° 5' 14" NB, 4° 18' 28" OL | 17788 | Meer afbeeldingen                                           |
| Voornaam woonhuis in bakstenen neogotiek naar Engelse trant | Woonhuis                 | midden 19e eeuw       |                | Nassaulaan 14                             | 52° 5' 15" NB, 4° 18' 26" OL | 17789 | Meer afbeeldingen                                           |
| Voornaam woonhuis in bakstenen neogotiek naar Engelse trant | Woonhuis                 | midden 19e eeuw       |                | Nassaulaan 15                             | 52° 5' 16" NB, 4° 18' 26" OL | 17790 | Meer afbeeldingen                                           |
| Voornaam woonhuis in bakstenen neogotiek naar Engelse trant | Woonhuis                 | midden 19e eeuw       |                | Nassaulaan 16                             | 52° 5' 16" NB, 4° 18' 25" OL | 17791 | Meer afbeeldingen                                           |
| Voornaam woonhuis in bakstenen neogotiek naar Engelse trant | Woonhuis                 | midden 19e eeuw       |                | Nassaulaan 17                             | 52° 5' 16" NB, 4° 18' 25" OL | 17792 | Meer afbeeldingen                                           |
| Voornaam woonhuis in bakstenen neogotiek naar Engelse trant | Woonhuis                 | midden 19e eeuw       |                | Nassaulaan 18                             | 52° 5' 16" NB, 4° 18' 25" OL | 17793 | Meer afbeeldingen                                           |
| Voornaam woonhuis in bakstenen neogotiek naar Engelse trant | Woonhuis                 | midden 19e eeuw       |                | Nassaulaan 19                             | 52° 5' 17" NB, 4° 18' 24" OL | 17794 | Meer afbeeldingen                                           |
| Voornaam woonhuis in bakstenen neogotiek naar Engelse trant | Woonhuis                 | midden 19e eeuw       |                | Nassaulaan 20                             | 52° 5' 17" NB, 4° 18' 24" OL | 17795 | Meer afbeeldingen                                           |
| Voornaam woonhuis in bakstenen neogotiek naar Engelse trant | Woonhuis                 | midden 19e eeuw       |                | Nassaulaan 21                             | 52° 5' 18" NB, 4° 18' 24" OL | 17796 | Voornaam woonhuis in bakstenen neogotiek naar Engelse trant |
| Voornaam woonhuis in bakstenen neogotiek naar Engelse trant | Woonhuis                 | midden 19e eeuw       |                | Nassaulaan 22                             | 52° 5' 18" NB, 4° 18' 24" OL | 17797 | Voornaam woonhuis in bakstenen neogotiek naar Engelse trant |
| Voornaam woonhuis in bakstenen neogotiek naar Engelse trant | Woonhuis                 | midden 19e eeuw       |                | Nassaulaan 23                             | 52° 5' 18" NB, 4° 18' 23" OL | 17798 | Meer afbeeldingen                                           |